# Joachim de Flore
Pour les articles homonymes, voir Joachim.
Joachim de Flore, né vers 1135 à Celico et mort le 30 mars 1202, est un moine cistercien et un théologien catholique originaire de Calabre.
Sa théologie, centrée sur la notion de Trinité, se déploie sur plusieurs domaines : l'économie du salut, l'exégèse biblique et la vie monastique. Dans cette économie du salut, Joachim de Flore invente une catégorie exégétique : les concordances. Il place au climax de la réception de l'évangile le monde monastique telle que son traité inachevé sur la règle de saint Benoît la présente. Considéré par ses contemporains comme un prophète, Joachim rédigea un commentaire de l'Apocalypse où il divisa l’histoire de l’humanité en trois états : celui du Père, du Fils et du Saint-Esprit. Ce système inspira, dans les milieux franciscains du XIIIe siècle, un courant millénariste nommé joachimisme. L'abbé Joachim est inscrit dans le sanctoral cistercien, au 30 mars, sous le titre de bienheureux. Il fonda l'abbaye de San Giovanni in Fiore, en Calabre, ainsi que l’ordre des Floriens.

## Biographie
La biographie de Joachim de Flore est reconstituée de façon très fragile. Marjory Reeves et Henry Mottu soulignent combien « les critiques discutent sur des toiles d’araignées ». Il convient donc d'être prudent, de respecter les niveaux de langage. Luc de Cosenza, secrétaire de Joachim de Flore avant de devenir évêque de Cosenza, a rédigé une vie de Joachim de Flore. Or l'historia médiévale fait mémoire en fonction d'un visage spirituel, tandis que l'histoire actuelle instruit le récit à partir de documents et d'objets authentifiés. Ainsi, à partir de points historiques admissibles, d'autres sont plus que critiquables sur le plan historique, mais sont à conserver comme portrait symbolique. La présentation de Joachim de Flore recevant les tables des Concordances sur le mont Thabor donne à voir la concordance (voir plus bas) de Joachim de Flore et de Moïse, et de la loi devenue écriture sainte avec les règles de lecture contemplative, tournées vers leur sens spirituel. Conservant cette base à l'esprit, une subdivison moderne de sa geste peut être entreprise.

### Jeunesse et pèlerinage

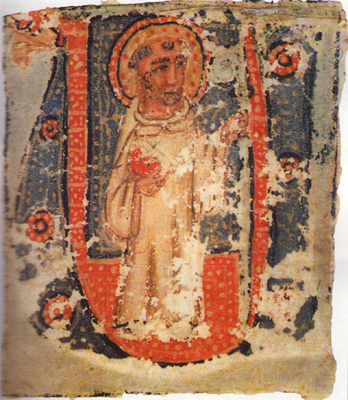
Joachim de Flore.
Miniature du XIVe siècle.

Joachim naît à Celico, en Calabre, entre 1130 et 1135. Son père, notaire en ce lieu, lui fait étudier les lettres jusqu'à l'âge de quatorze ans. Le considérant comme devant être le soutien de sa famille, il le place en tant que page au service du roi Roger II de Sicile. Joachim débute ensuite une carrière de fonctionnaire à la chancellerie du roi Guillaume de Sicile. Vers 1167, il quitte ses fonctions pour effectuer un pèlerinage en Terre sainte. Son périple est celui d'un voyageur noble et riche, accompagné d'amis et de serviteurs.
À Constantinople, un événement change brusquement le cours de sa vie. Il est atteint par une maladie épidémique et en échappe d'une manière qu'il juge « miraculeuse ». Après une crise spirituelle, Joachim renonce au monde et décide de se consacrer uniquement à Dieu. Il poursuit son voyage, devenu de plus en plus un pèlerinage, car il revêt une signification nouvelle. Une fois parvenu à Jérusalem, l'hagiographie joachimienne le fait se diriger vers le mont Thabor, où il demeure quarante jours. En comparaison, Moïse reçoit les Tables de la Loi sur le mont Sinaï, au début d'une errance de 40 ans dans le désert ; Jésus-Christ subit 40 jours de jeûne et tentation dans le désert. Il y loge dans une ancienne citerne, comme Joseph fils de Jacob dans la Genèse, et c'est au milieu des veilles et des prières sur le théâtre de la Transfiguration qu'il conçoit (théophanie) l'idée de ses principaux écrits,.
Historiquement, le fait connu se limite à un séjour en Terre-Sainte, sur les lieux de la révélation judéo-chrétienne, pendant lequel il élabore son projet de vie monastique, axé sur la Trinité et les pérégrinations des textes biblique.

### Retour en Calabre

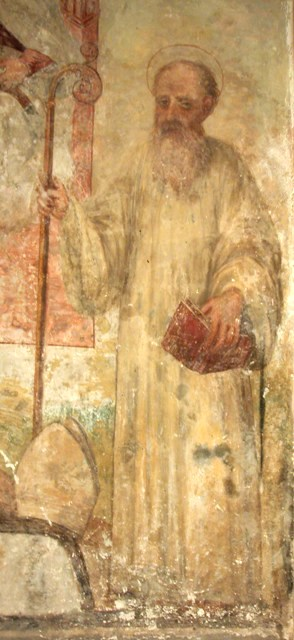
Joachim sur une fresque du XVIe siècle. Cathédrale de Santa Severina.

Rentré dans sa patrie, il se retire quelque temps au monastère cistercien de Sambucina, près de Cosenza, mais n'y prononce aucun vœu. Il entre ensuite comme novice au monastère cistercien de Corazzo, où il est élu prieur, puis abbé en 1177.
Salimbene de Adam a conservé une anecdote de cette période. Le frère chargé du réfectoire, qui n'aimait pas Joachim, lui servit pendant une année entière un pichet rempli d'eau au lieu du vin habituel. Joachim recevait ce mauvais traitement avec patience et sans se plaindre. Un jour qu'il participait au repas des moines, l'abbé insiste pour que Joachim partage son vin avec lui. Après s'être rendu compte de ce mauvais traitement, l'abbé, furieux, somme Joachim d'expliquer pourquoi son pichet est rempli d'eau. L'abbé, enclin à la discipline, congédie immédiatement le frère chargé du réfectoire, mais Joachim intervient en déclarant que « l'eau est une boisson sobre qui ne délie pas la langue, et ne provoque ni l'ivresse ni le bavardage ». En fait, le Calabrais parlait sérieusement puisqu'il déclarera par la suite que le vin n'est pas une boisson appropriée pour le moine.

### Fondation de Saint-Jean-des-Fleurs

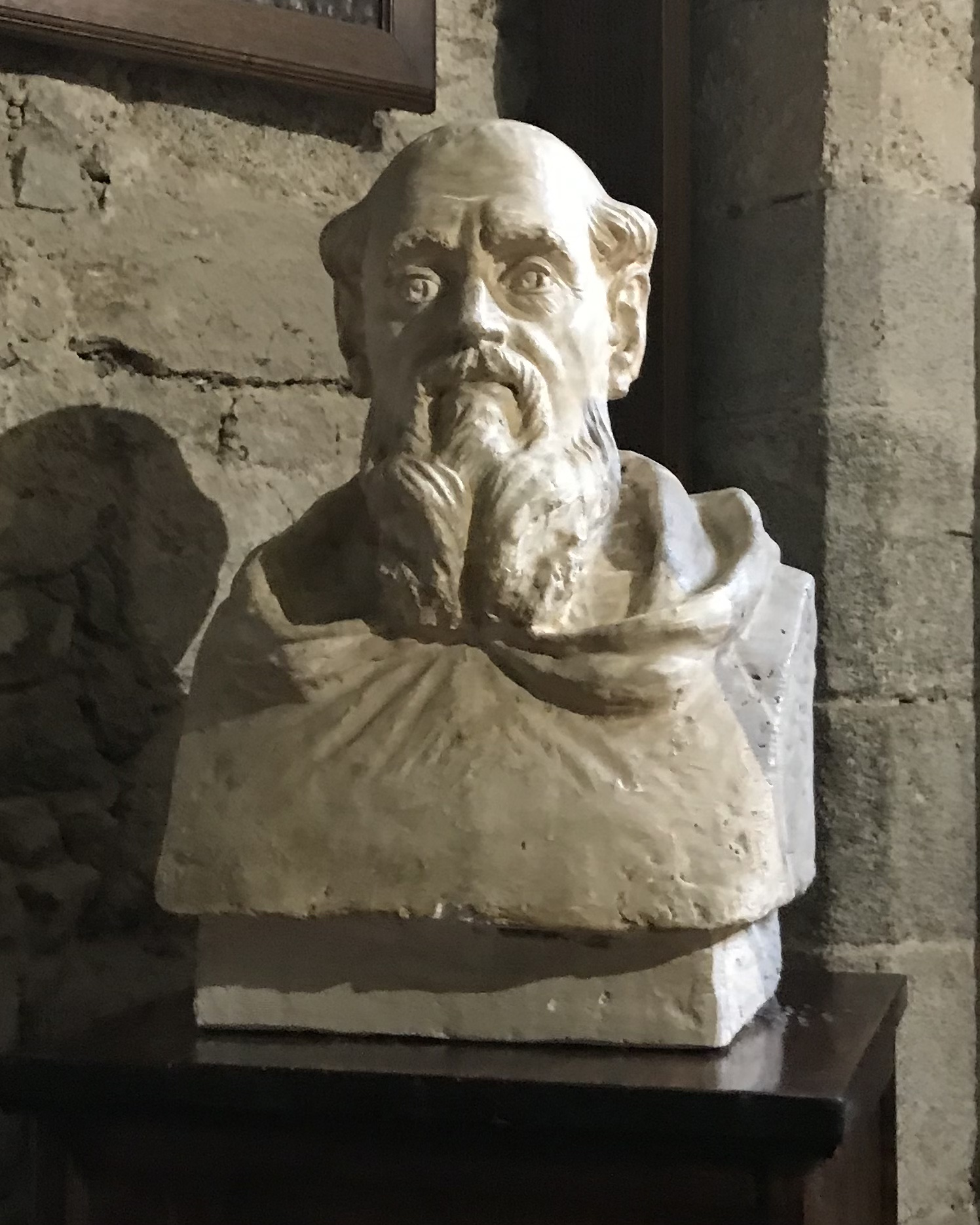
Buste de Joachim. Abbaye Florense, San Giovanni in Fiore.

Après un séjour auprès du pape Lucius III en 1182, il s'installe au monastère de Casamari, où il rédige sa Concordia. En 1186, Joachim se rend à Vérone auprès du pape Urbain III. Dans une lettre du 8 juin 1188, Clément III l'invite à lui soumettre au plus vite l’Expositio et la Concordia, commencés à l'instigation de Lucius III et continués sur l'ordre de Urbain III. Au moment du séjour en Sicile de Richard Cœur de Lion et Philippe Auguste, durant l'hiver 1190-1191, l'abbé passe quelque temps auprès des deux rois. Richard l'interroge notamment sur l'Apocalypse. Joachim lui annonce que Saladin succombera sous les coups de Richard, déclare que l'Antéchrist est né à Rome et montera bientôt sur le trône pontifical. À Messine, l'abbé de Flore s'élève contre l'idée de croisade. Pour lui, les chrétiens doivent l'emporter par la prédication et non par le combat.
Joachim quitte peu après son abbaye et l'ordre cistercien pour partir avec un seul disciple, Rainier de Ponza, se retirer dans la solitude de Pietra Lata. En 1190, grâce à une donation du roi Tancrède de Sicile, il fonde dans la Sila, en Calabre, le monastère de San Giovanni in Fiore, dont il prend désormais le nom. En 1192, le chapitre général des Cisterciens cite Joachim et Rainier à comparaître avant la Saint-Jean, sous peine d'être traités en fugitifs. Puisqu'il n'en tient pas compte, il est déclaré officiellement fugitif de l'Ordre cistercien. Au nom du droit canonique alors en vigueur, il a rompu son vœu de stabilité monastique. Quiconque le reconnaît devra en avertir la plus proche abbaye cistercienne. Vers 1195, l'abbé calabrais est à la cour de Rome pour demander la régularisation de sa situation et la confirmation de sa réforme érémitique. Il obtient l'une et l'autre par une bulle du pape Célestin III le 25 août 1196.
Le monastère de Flore reçoit de grands biens de la part de l'empereur Henri VI, ainsi que de sa femme l'impératrice Constance. On lui offre de nouveaux établissements, le premier à Caselubert, le second à Tassitano et un troisième appelé « monastère de Marc ». Joachim passe tout son temps à écrire et dicter. « J'écrivais , dit son secrétaire Lucas, jour et nuit sur des cahiers ce qu'il dictait et corrigeait sur des brouillons, avec deux autres moines qu'il employait à la même besogne. » C'est au milieu de ces travaux que la mort le frappe le 30 mars 1202, à l'âge de 72 ans. Sa dépouille est transportée à l'abbaye de Flore,.
Sa réforme monastique et les vertus de cet abbé l’ont amené à être inscrit dans le sanctoral cistercien, au 30 mars, sous le titre de bienheureux, en 1220, par une bulle d’Honorius III.

## Des Temps de fin à la fin des Temps
La théologie de l’abbé Joachim se déploie sur plusieurs domaines : l'économie du salut, l'exégèse biblique et la vie monastique dont témoigne son commentaire de la Règle de Saint Benoit. Lui-même précise :
En premier par conséquent, il faut placer à la base de notre foi, cette Trinité, qui est ce qu'elle est…
Il faut souligner ce primat : avant d'être celui qui a rédigé des textes obscurs, liés à l'Apocalypse, toutes ses autres oeuvres sont rédigées sur ce principe trinitaire. Elles sont si indissociables des catégories de la théologie trinitaire , à un point tel qu’A. Crocco parlera de système “trinito-centrique”.

### Concorde de l'Ancien et du Nouveau Testament
Vers 1187, Joachim de Flore demande au pape Lucius III d’être dispensé de la règle commune pour s’adonner totalement à la rédaction de la trilogie où il donne la structure de sa Weltanschauung. La méthode de rédaction de ses ouvrages est en partie connue grâce au témoignage de son secrétaire Luc de Cosenza, en partie reconstitué à partir des variantes des manuscrits. Cette première dictée, souvent pratiquée à l’écart dans une « grange monastique » ne précise que très peu ses sources, passe d’un ouvrage à l’autre et laisse apparaître des idiosyncrasies révélant l’agencement et l’évolution de son œuvre :

« Autant que possible après l’ouvrage des Concordances, que nous avons commencé en premier, et l’Exposition de l’Apocalypse, dont j’ignore de quelle providence de Dieu, elle a pu procéder en naissant de cette même première œuvre, j’ai décidé de dédier ce [le Psalterium Decem Chordarum] troisième opuscule à l’Esprit-Saint. »

Outre les autres écrits, cette trilogie réfère à la Trinité et à son autorévélation dans l’histoire. Le processus littéraire de Joachim de Flore est une progression dans l’exposé de la Trinité.
Les anciennes biographies indiquent une expérience mystique liée à la réception de la compréhension du sens caché des Écritures. Selon les traditions, cette réception aurait pu connaître trois cadres différents. Les deux premières versions se situent lors du pèlerinage de Joachim de Flore en Terre Sainte. Dans un premier cas, assoiffé, il aurait été abreuvé mystérieusement en rêve, et à son réveil, aurait compris que, sous le symbolisme de cette soif étanchée se cachait le don de compréhension des Écritures. Dans un second cas, sur le Mont Thabor, Joachim aurait reçu miraculeusement la connaissance des Écritures, et aurait ainsi connu mystiquement le système des Concordances. Enfin, une troisième version, bien plus séreuse, place cette révélation à Sambucina, aux débuts de la vie monastique de Joachim de Flore.
Là, c’est de la main d’un ange qu’il aurait reçu cette compréhension mystique. L’exégèse de Joachim a pour but de trouver le sens spirituel caché sous la lettre des Deux Testaments, bien plus comme exposition de l'économie du salut par l'accès au cœur de la Révélation, que d’une pneumatologie imitant le texte de la Pentecôte dans les Actes de Apôtres. Ses Concordances sont le moyen le plus efficace pour atteindre ce sens spirituel, le but réel demeure la compréhension de la louange due à la Trinité, afin de pratiquer, en des temps troublés, la véritable psalmodie.
Ces concordances sont avant tout un terme technique. Avant Joachim de Flore, de nombreux traités utilisent ce terme dans le cadre d’une lecture synoptique des deux Testaments pour montrer combien l’Ancien annonce ce que révèle le Nouveau. Pour Joachim de Flore, ce terme radicalise l’exégèse allégorique : l’allégorie relie seulement une chose moindre à une autre plus importante sous un mode figuré. Elle permet un premier palier de sens. Plus profondément, le texte révélé recèle une autre logique, la « concordance », accessible par la contemplation du texte, de son mystère et de son nombre, et soumise à des règles très strictes :

« La concordance est une analogie (similitudo) selon une égalité de proportion entre l’Ancien et le Nouveau Testament, égalité jusqu’au nombre, mais non pas jusqu’à la dignité, ainsi, une personne et une [autre] personne, un ordre et un [autre] ordre. »

Les concordances ne sont ni des allégories ni des convergences littéraires, elles forment une catégorie du texte biblique, sous une forme très différente de l’usage de ce terme au XIIe siècle. Les deux Testaments annoncent à travers elle un troisième état de la lettre, un état futur, que l’homme spirituel peut déjà percevoir. Le futur est déjà inscrit en germe dans l’Écriture, parce que les trois états du monde obéissent à une progression que les concordances révèlent. Joachim de Flore s’éloigne de la tripartition de l’histoire par Augustin. Il pose les temps actuels comme le temps d’une Église de Pierre (sacerdotale) annonçant un temps de l’Église Jean. De la même façon que les premiers joachimistes outrepassèrent la doctrine joachimienne en survalorisant un « évangile éternel » qui sera moqué à Paris en 1255, Henri de Lubac a compris cette distinction comme une abolition des sacrements, de la hiérarchie patriarchale de l’Église. En filigrane, le cardinal reproche à Joachim de Flore une ecclésiologie annonçant, si ce n’est aboutissant à l’Église protestante en sa pratique de la méditation scripturaire. Qui fut l’occasion d’une querelle par l’un des meilleurs spécialistes de l’œuvre joachimienne, Henry Mottu. Ce dernier reprochait à Henri de Lubac d’avoir survolé le texte de l’abbé calabrais. Et de fait, à plusieurs reprises, H. de Lubac reprend des citations présentes dans l’un ou l’autre des dictionnaires de théologie du début du XXe siècle, alors qu’une page avant, ou après, invalide les conclusions qu’il en tire. Au final, Henri Mottu présente l’herméneutique de Joachim de Flore par les concordances comme méthode. Les Concordances comme Ouvrage (souvent nommée en ce cas par la forme latine médiévale de Concordie) au sein d’une trilogie, qui mène à une mémoire du futur. Ceci n'est pas une dénomination poétique. Le temps selon Joachime de Flore, exprimé comme histoire, ne se déploie ni comme un ligne droite allant d'apha à oméga, mais sous une forme spiroïdale où les répétitions du temps circulaire (les saisons, la liturgie, etc) sont complétées par une évolution, que l'extension de la spire manifeste. L'origine de cette conception du temps, négligée aujourd'hui remonte à Saint-Augustin qui en aurait eu la première intuition.
L'ésotérisme de la fin du XIXe siècle, sous un masque universitaire a versé dans une rêverie à partir d'ouvrages qui n'étaient alors qu'à l'état de manuscrits, mais qui sont accessibles en ligne, gratuitement, nous rappelant à l'ordre méthodologique. Les ouvrages de la fin de l'avant-dernier siècle et du début du XXe siècle ne peuvent être validés que dans le cadre d'un examen de l'histoire de la recherche sur un thème. Aucun auteur médiéval n'échappe à cette règle : les manuscrits n'étant parfois que découverts depuis peu (cf. Pour le Psalterium X Chordarum la découverte du Ms 222 de Padoue), et les lectures débattues, avant qu'une ne s'impose avec de solides preuves.

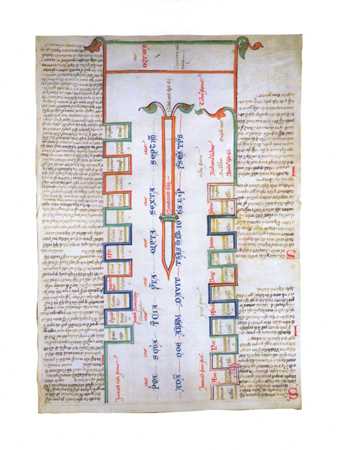
Les temps de l'histoire (Liber Figurarum).
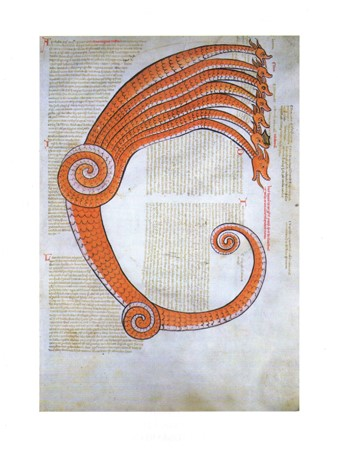
Le dragon de l’Apocalypse (Liber Figurarum).
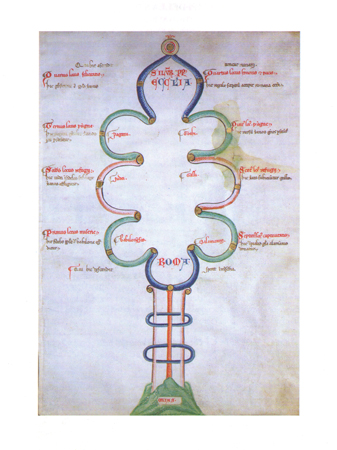
L’Église romaine et Babylone (Liber Figurarum).
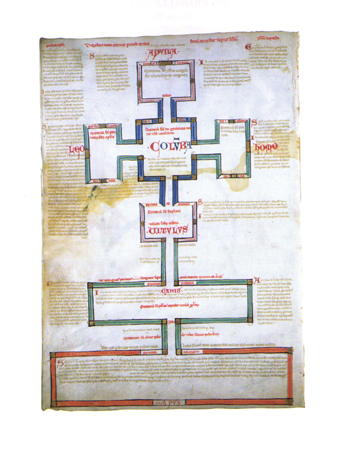
L'ordre du troisième état (Liber Figurarum).
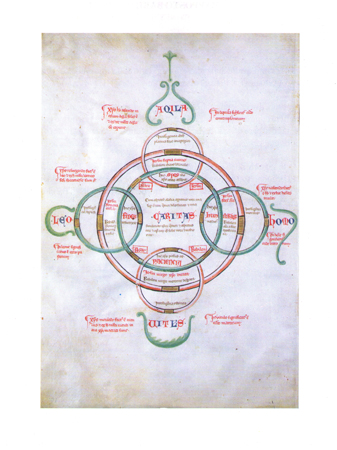
La roue d’Ézéchiel (Liber Figurarum).

### Le Psaltérion à dix cordes
Dans le volume perdu De Trinitate, Joachim a établi un véritable réquisitoire contre le système trinitaire de Pierre Lombard. C'est ce volume qui est « fermement condamné » (sic) au quatrième Concile de Latran. On retrouve dans les trois ouvrages majeurs des éléments de cette critique que l'abbé calabrais présente comme « la trahison ou la perversité de Pierre » réfutant parfois en une seule phrase Pierre Abélard et Pierre Lombard. Une figura, et non une image impliquant la ressemblance divine à jamais perdue en notre « région de la dissemblance » selon la théologie de Bernard de Clairvaux, permet d'élever l'esprit au-delà de la raison pholosophiques, inapte à atteindre les réalités spirituelles. Le cœur de la question est : comment les trois Personnes Divines sont un seul Dieu, sans tomber dans une des multiples hérésies dénoncées par les Pères de l'Église. Pour Joachim de Flore comme pour tous les abbés cisterciens, c'est un orgueil très vain que de vouloir expliquer ce qui à adorer.

« Par l’antique tradition des Pères jusqu’aux modernes, il a été rapporté que la psalmodie est d’un grand prix, et que cet [extrait] psaume quarante-neuf lui convient : Le sacrifice de louange m'honorera, c est le chemin par lequel je lui montrerai le salut de Dieu. (…) Beaucoup de ceux qui désirent la sagesse se sont adonnés à l étude par la lectio, ils se sont attachés à la doctrine, mais sans parvenir à la moelle elle-même, parce que, en cette démarche, ils n ont pas été dirigés par la grâce, mais plutôt par leur libre arbitre, qui, en cela, ne leur a pas été utile au début de leur démarche. (…) Tout le jour ils apprennent, mais jamais ils ne parviennent à la connaissance de la vérité . (…) De nombreuses choses, qu’auparavant je ne pouvais découvrir dans l Écriture Sainte en lisant, commencèrent à m'être révélées dans le silence. » »

Ainsi, le mystère de la Trinité peut être contemplé par la figure (ou analogie équivoque) d'un psaltérion décacorde : un trapèze, sur le sommet duquel se tiendrait le Père, et aux extrémités inférieures le Fils et l'Esprit, puis un cercle intérieur, représenté par la caisse de résonance du décacorde. Selon la tradition platonicienne, entrée comme une évidence dans la symbolique médiévale, le carré convient au monde physique, le cercle en tant que figure parfaite formé d'un seul trait et sans commencement ni fin évoque l'un, l'être unique : Dieu. Le triangle n’a pas de signification précise avant Joachim de Flore. Plusieurs auteurs utilisent des schémas géométrique pour exposer une théologie contemplative.
De fait, le triangle n'est pas un signe à trois côtés. En dessinant trois angles de 60°, l'un ouvert vers le bas, un ouvert sur la gauche et un ouvert sur la droite, les trois en les réunissant forment une seule forme, divine ainsi le que le cercle l'indique, et conservant les trois angles que sont les personnes divines. Pour Joachim cette conception graphique est plus apte que des mots pour contempler le mystère de la Trinité. Si le triangle du psaltérion est coupée en haut, c'est que le Père ne peut être engendré. Toute la théologie d'Athanase semble respectée.
Pour qu'aucun doute ne soit possible, ce triangle posé sur sa base est marqué par les lettres du nom divin donné en Exode 3, 14, que Joachim de Flore écrit IEVE (et non JAWHEH, ni même les consonnes JHVH, conformes au texte hébraïque, augmentées des voyelles d'Adonaï, A (ou É), O, A, autre nom signifiant Dieu en hébreu, qui donne JéHoVaH, nom présent dans la scolastique, puis délaissé jusqu'à la fin du XIXe siècle. La "corne", (comme Joachim de Flore la nomme sans cesse), supérieure est le Père sans origine marquée des lettres IE, celle de gauche par les lettres EU. La lettre E permet de symboliser le lien de génération du Verbe par le Père. La corne droite est celle de l'Esprit, qui procède du Père et du Fils UE.
Ce triangle en lui-même ne pose aucun problème. C'est Joachim de Flore qui reprochera à Pierre Lombard d'avoir présenté une quaternité et non une trinité. Le concile de Latran IV, dans le décret « Firmiter » précise le débat :
« Nous condamnons donc et nous réprouvons l'opuscule ou traité que l'abbé Joachim a publié contre Maître Pierre Lombard au sujet de l'unité ou de l'essence de la Trinité, en le traitant d'hérétique et de fou parce qu'il a dit dans ses Sentences : « Il y a une réalité suprême qui est Père, Fils et Saint-Esprit et elle n'engendre pas, n'est pas engendrée et ne procède pas ». D'où il affirme que Pierre Lombard considère en Dieu une quaternité plutôt qu'une Trinité, c'est-à-dire trois Personnes et, en plus, cette essence commune, sorte de quatrième élément. Quant à nous, avec l'approbation du concile universel, nous croyons et affirmons, avec Pierre [Lombard] qu'il existe une seule réalité suprême, incompréhensible et ineffable, qui est véritablement Père, Fils et Saint-Esprit, les trois Personnes ensemble et chacune d'elles en particulier. En conséquence, il y a en Dieu une Trinité seulement, non une quaternité, chacune de ces trois Personnes quelle qu'elle soit étant cette réalité, c'est-à-dire la substance, l'essence et la nature divine. Elle seule est le principe de toutes choses ; en dehors d'elle, il n'y a rien d'autre. Cette réalité n'engendre pas, n'est pas engendrée, ne procède pas, mais c'est le Père qui engendre, le Fils qui est engendré et le Saint-Esprit qui procède. Ainsi, il y a distinction dans les personnes et unité dans la nature. »
En effet. Si dans le premier de ses trois livres majeurs, Joachim de Flore expose la concordance des trois Personnes Divines avec les trois ordres composant les trois ordres du peuple chrétien (les moines, les prêtres, les laïcs), l’essentiel du Psalterium X Chordarum donne à contempler la diffraction de la Trinité dans les symboles traditionnels, y compris trois cercles entrelacés, ou les Trinités triandriques, et dans ce triangle. Sa théologie condamnée en 1215 est absente des manuscrits que nous possédons. Même la seconde version du Psalt. X. Chordarum, avec de longs addita marginaux, que K. Selge décide être authentiques, le mansucrit 322 de la Bibliothèque de Padoue, ne comporte que le rejet de la théologie scolaire de Pierre Lombard.
La plus précise de ces représentations trinitaires est celle du Liber Figurarum.

### Expositio in Apocalypsim
Ainsi, selon Rousselot, qui nous montre ici comment son ouvrage est devenu hors de propos, au début de son Expositio in Apocalypsim (Exposition de l'Apocalypse), Joachim reproduit l'idée fondamentale de son système, à savoir, la division du gouvernement du monde en trois règnes. Le premier, celui du père, va depuis le commencement du monde jusqu'à l'avènement du fils ; le second, celui du fils, commence à Zacharie, père de Jean, et va jusqu'à saint Benoît, avec lequel s'annonce le troisième. À ces trois règnes correspondent trois âges de l'humanité : au premier état appartient l'« ordre des conjoints » par le mariage, et qui n'ont d'autre fin que la propagation de l'espèce, au deuxième état l'« ordre des clercs », qui ne sont pas nés pour créer selon la chair, mais pour propager la parole de Dieu ; enfin l'« ordre monastique », qui procède de l'un et de l'autre : à l'un il doit l'existence, et par l'autre les hommes se préparent à la vie qu'ils doivent embrasser; il est le couronnement de la destinée de l'homme.
Désormais, la recherche a rétablit ce qui suit. le dernier état lui-même comporte trois déploiements au même titre que les autres. La « pleine manifestation de Dieu », accolée à ce moment historique est une hérésie formelle : chaque révélation de chaque âge est complète et parfaite. On peut suivre dans les grands visages de l'Écriture et de l'hagiographie, la concordance de ceux qui ont pleinement accédé, dès l'Ancien Testament, à la révélation plénière de Dieu. En Exode 3, 14, Dieu révèle son nom (IEVE) à Moïse. En l'Évangile de Jean, Jésus révèle à Pilate « Je le suis », et dans l'Apocalypse il se présente comme celui qui « était, est et sera ». Ainsi qu'Henry Mottu l'a présenté, la révélation est permanente mais pédagogiquement donnée en trois moments finaux, au terme de chaque état de la compréhension et de l'autorévélation du Dieu Trinité de la révélation de la loi de la lettre (les concordie veteri ac novi Testamentum, Moïse), puis de la clef de David ouvrant à la louange éclairée de Dieu (Psaltérion à dix cordes, Benoît, père des moines) et à la plénière réception de la théophanie de Dieu par et dans l'histoire (Exp. in Apocalypsim, Bernard de Clairvaux).
Il y aurait, selon Rouselot, un temps où on vivrait en esprit, jusqu'à la fin du monde, et qui a commencé avec le moine Benoît. Dans l'un, nous fûmes, dans l'autre nous sommes dans la grâce, dans le troisième, que nous attendons prochainement, nous serons sous une grâce plus abondante. Cette citation d'Augustin, absente des écrits de Joachim de Flore est datée. Dans la compréhension de Rousselot, elle devient un semi-pélagianisme qu'Augustin condamnait avec cette annonce de l'Esprit. La vision dfatée mène à affirmer que le premier est l'état de la servitude servile où le fouet est nécessaire, le second demande l'effort dans obéissance filiale, le troisième de la liberté obtenue par l'ascèse : ce sont bien des propos semi-pélagien où le salut n'est plus une grâce donnée gratuitement (gratia gratis data). Le premier certes est l'état de la crainte, le second de la foi, le troisième de la charité. Le premier est l'état des vieillards, le second celui des jeunes gens, le troisième celui des enfants. Joachim de Flore accumulera comme en tout ses ouvrages les trois âges de la vie, d'un cours d'eau, de la croissance d'un arbre etc. Aucune de ces tripartitions n'est valide sans son inscription dans une différence répétée sans cesse par Joachim de Flore : Ceci n'est pas la fin du monde, mais le temps du monde mené à sa perfection. En grec, Apocalypsis (Apokálupsis) signifie dévoilement (racine : calypsos) et consolation. Ce sont tous des âges où Dieu nous sauve par sa révélation. Grâce aux pères latins, Jérôme au premier plan, chaque abbé alors le sait, la violence qui se manifeste de plus en plus (comme la prise de Jérusalem par Saladin) selon Joachim de Flore, ne doit pas nous effrayer, mais stimuler notre quête de Dieu, ce qui selon la règle de St Benoit est le but de tout moine. Les "signes des temps" ne sont accessibles que par l'utilisation de la règle des Concordances, où Bernard de Clairvaux vient parfaire en concordance avec Moïse, l'imminence d'un nouvel état de l'autorévélation divine.
Chaque état a un précurseur (cf Moïse/Bernard de Clairvaux). Le plus étonnant est, pour ce dernier état (et non âge, Joachim emploie le mot "status" et non aevus), le Christ selon la chair humaine qu'il a revêtue dans sa kénose, annonçant la révélation de l'Esprit-Saint comme 3e Personne de la Trinité. une période de calme et de paix dite "sabbatique". Chacun se divise en sept époques et comporte autant de persécutions. Chaque période meure comme toute créature, souvent de façon violente, car les puissances de ce monde, sous-entendant l'action du mal, se coalisent pour faire échouer le dévoilement de Dieu, quand bien même leur défaite est inévitable. Il y aura deux images de l'Antéchrist, dont l'un à la fin de la deuxième période et l'autre à la fin de la troisième. Pour Joachim, le monde arrive à la sixième des sept époques du Nouveau Testament. Il faut prévoir à bref délai une grande persécution, un bouleversement général, puis une période de calme et de bonheur, l'apparition du nouvel ordre monastique, le retour à l'unité des orientaux et des Juifs, et enfin la révélation de l’Évangile éternel. Joachim annonce ailleurs que l'accomplissement de ses prédictions se produira dans une période comprise entre 1200 et 1260. Les disciples de Joachim considéreront 1260 comme la date fatidique.
Actuellement, l'étude ce troisième ouvrage se comprend à l'aide des deux précédent. À tort, Henri de Lubac comprend que les sacrements de l'église actuelle, dite de Pierre, ne sont que provisoires. D'autres les remplaceront ou en seront comme l'achèvement. Même l'Eucharistie semble disparaître en tant que rite : « Comme l'immolation de l'agneau pascal a cessé par l'immolation du corps du Christ, ainsi lors de la manifestation de l'Esprit-Saint cessera l'emploi de toute figure ». Selon Joachim de Flore, la Rédemption est achevée, mais elle n'est pas encore reçue. Henri de Lubac la comprend comme inachevée : « La vision (de Daniel) dans laquelle était promise la justice éternelle et l'abolition de la faute, a été accomplie en partie et non en totalité lors du premier avènement du Seigneur »[réf. nécessaire].

## Les autres œuvres

### Le Livre des Figures
Le Liber Figurarum (en) (Livre des Figures) est parvenu jusqu'à nous grâce à un manuscrit retrouvé par Mgr Leone Tondelli dans la bibliothèque du séminaire épiscopal de Reggio d'Émilie, avec quelques traités authentiques de Joachim. Deux autres versions, de moindre qualité esthétique et partielles, ont été retrouvées à Dresde et à Oxford. Ce livre est aujourd'hui communément accepté comme une œuvre authentique dont Salimbene, dans ses voyages dans les couvents franciscains de Provence, atteste la présence. On lui aurait expliqué le rôle de François d'Assise (comme un alter christus ?) à travers des « arbres et figures ». Même écrit par un disciple de Joachim autour de 1230, ce memento graphique, à placer dans la lignée du De laudibus crucis de Raban Maur, reproduit des images présentes dans les ouvrages authentiques de Joachim. Dante n'a pas besoin de l'avoir eu sous les yeux en écrivant la Divine Comédie ; un voyage dans l'au-delà est déjà le thème du petit hymne Ordiar, présent dans l'édition vénitienne du Psalterium, et les cercles paradisiaques y sont aussi décrit dans une formulation graduelle, que Dante présente comme une eschatologie entrevue :

« Dans la profonde et claire subsistance

du haut foyer, trois cercles m'apparurent,

de trois couleurs et d'une contenance;

comme iris en iris me semblait l'un

miré en l'autre; et le tiers semblait feu,

respirant des deux parts égale ardence. »

— Dante Alighieri, Paradiso, XXXIII, 115-120, traduction d'André Pézard.
Et le M oncial qui se transforme en aigle du chant XVIII pourrait être inspiré des figures V-VI du manuscrit de Reggio. Plusieurs tables d'un manuscrit du Liber Figurarum sont actuellement exposées dans l'église abbatiale de San Giovanni in Fiore.

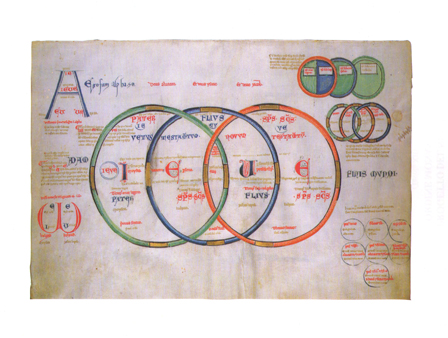
Les trois règnes (Liber Figurarum).
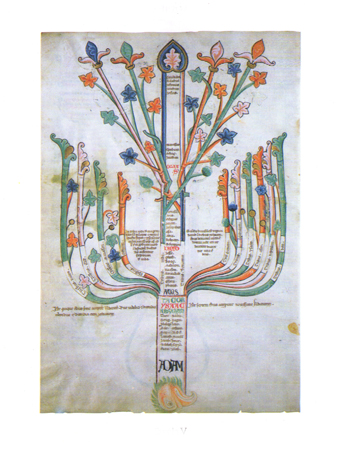
L'aigle (a) (Liber Figurarum).
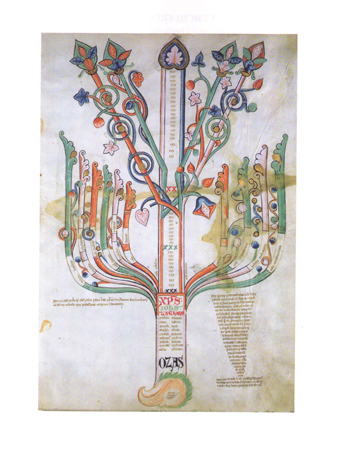
L'aigle (b) (Liber Figurarum).

### Les écrits mineurs
Dans le Libellus de unitate et essentia Trinitatis, condamné au quatrième concile du Latran et aujourd'hui perdu, l'abbé Joachim reproche à Pierre Lombard un passage des Sentences d'après lequel il existe en Dieu une essence divine commune aux trois personnes. L'abbé de Flore en déduit que Pierre Lombard, ajoutant cette somme aux trois personnes, enseigne l'existence en Dieu non pas d'une Trinité, mais d'une quaternité. L'abbé a également écrit le Tractatus super quatuor Evangelia, une sorte de concordance des quatre évangiles, à l'image de sa première Concordance, inspirée du De Consensu Evangelistarum de saint Augustin. Enfin, dans le Contra Judæos, un traité dirigé contre les juifs, Joachim s'efforce de convaincre les enfants d'Israël et de les amener à la foi chrétienne.

### Les écrits douteux
Le Liber de vera philosophia, attribué à Joachim, est une œuvre polémique dirigée contre le livre des Sentences de Pierre Lombard. Elle reprend les principes que Gilbert de la Porrée avait développés dans ses Commentaires sur Boèce. Dans ce livre, l'auteur se montre un adversaire acharné des grands théologiens de son temps : Bernard de Clairvaux, Hugues de Saint-Victor, Pierre Lombard, et en général de la théologie scolastique.
Le livre débute par une distinction entre la personne et la nature. Appliquant ces règles à la notion de Dieu, l'auteur distingue les personnes divines de la nature ou divinité. De même que l'homme existe par l'humanité, de même les personnes divines existent par la divinité ; toutefois, tandis qu'il y a autant d'humanités que d'hommes, les personnes divines doivent leur existence à une seule et même divinité. En résumé tout ce système repose sur la distinction de la nature et de la personne. Grâce à cette distinction, l'auteur se flatte de guider sa barque au milieu des écueils les plus dangereux. Sabellius et Arius, dit-il, sont tombés dans des erreurs, pour avoir confondu nature et personne. Sabellius n'admet qu'une personne parce qu'il n'admet qu'une nature ; Arius admet trois natures parce qu'il admet trois personnes. Les mêmes conséquences se sont produites dans le domaine de la christologie. Nestorius et Eutychès ne veulent voir dans le Christ qu'une nature comme ils n'y voient qu'une personne: le premier supprime la nature divine, le second supprime la nature humaine. C'est par suite d'une confusion analogue qu'Abélard efface, autant qu'il le peut, la distinction des personnes dans la Trinité, et que Pierre Lombard, non content de perpétuer cette erreur, expose, en ce qui concerne l'Incarnation, un enseignement qui rappelle les doctrines d'Eutychès.
Saint Augustin et ses disciples latins conçoivent d'abord l'unité de l'Être divin pour passer ensuite aux personnes. S'ils expliquent volontiers par des analogies visuelles, en réaction à la théologie trinitaire d'Hilaire de Poitiers, prenant appui sur la circumincession des Personnes, et en particulier le Fils Monogène, des traités très techniques, selon la philsophie et la logique des hypostases de la philosophie grecques, où la confusion entre la génaration, qui revient au Verbe, et la spiration de l'Esprit Saint par le Père (uni au Fils selon la théologie latine) a dérouté plus d'un lecteur. Cette question ne sera établie par l'occident latin en une formule admise par les prélats grecs et ceux latins (mais non par le clergé du patriarchat de Constantinople), qu'en 1274, grâce à la pneumatologie exposée par Bonaventure, La question de l'unité ou de la double spirations de l'Esprit Saint n'est pas encore résolue. Et pour des moines "extrémistes" comme Joachim de Flore, la théologie grecque, dont il ne cite que les textes conciliaires, représente l'hérésie. Les auteurs qu'il cite sont tous des héritiers d'Augustin, ou des membres de l'Ordre de St Benoit dont, au premier plan Bernard de Clairvaux, dont il épouse le rejet des grecs et de leur théologie schimastique, selon eux.

### Les pseudépigraphes
Dans les Commentaires sur Jérémie, adressés à l'empereur Henri VI, l'auteur prédit que l'Église charnelle, appelée la Nouvelle Babylone, sera frappée de trois fléaux ; à savoir : dans ses biens temporels, par la perte de l'Empire d'Allemagne ; dans sa doctrine, qui sera corrompue par les « hérétiques », surtout par les cathares, et, en troisième lieu, par le glaive des « infidèles », principalement des musulmans. Il ajoute qu'après que cette Église charnelle aura été presque entièrement détruite, Jésus-Christ la renouvellera. L'auteur se considère comme un « second Jérémie » qui au lieu de prophétiser sur la captivité de Juda à Babylone, annonce ce qui va advenir de l’Église romaine. Il fait le parallèle entre Nabuchodonosor et le Saint-Empire, entre les papes et les rois de Juda. L'œuvre est empreinte d'un sentiment d'urgence : la captivité de l’Église, la montée d'un nouvel ordre spirituel doivent survenir très prochainement, certainement peu après l'année 1200. Pour Vincent de Beauvais, ce livre prophétise l'avènement des ordres mendiants. Parmi ces Ordres Mendiants, le joachimisme a fusionné avec le radicalisme franciscain qui voyait en François d'Assise stimmagtisé la Concotdance avec le Christ crucifié, et donc annonçant le 3e état du monde. Dès le milieu du XIIIe siècle, à Paris, Gérard de Borgho san Donino, O.F.M., a rédigé son propre compendium d'un joachimisme franciscanisé : l'Évangile Éternel, moqué par le poète parisien Jean de Meung.

## Liste des œuvres

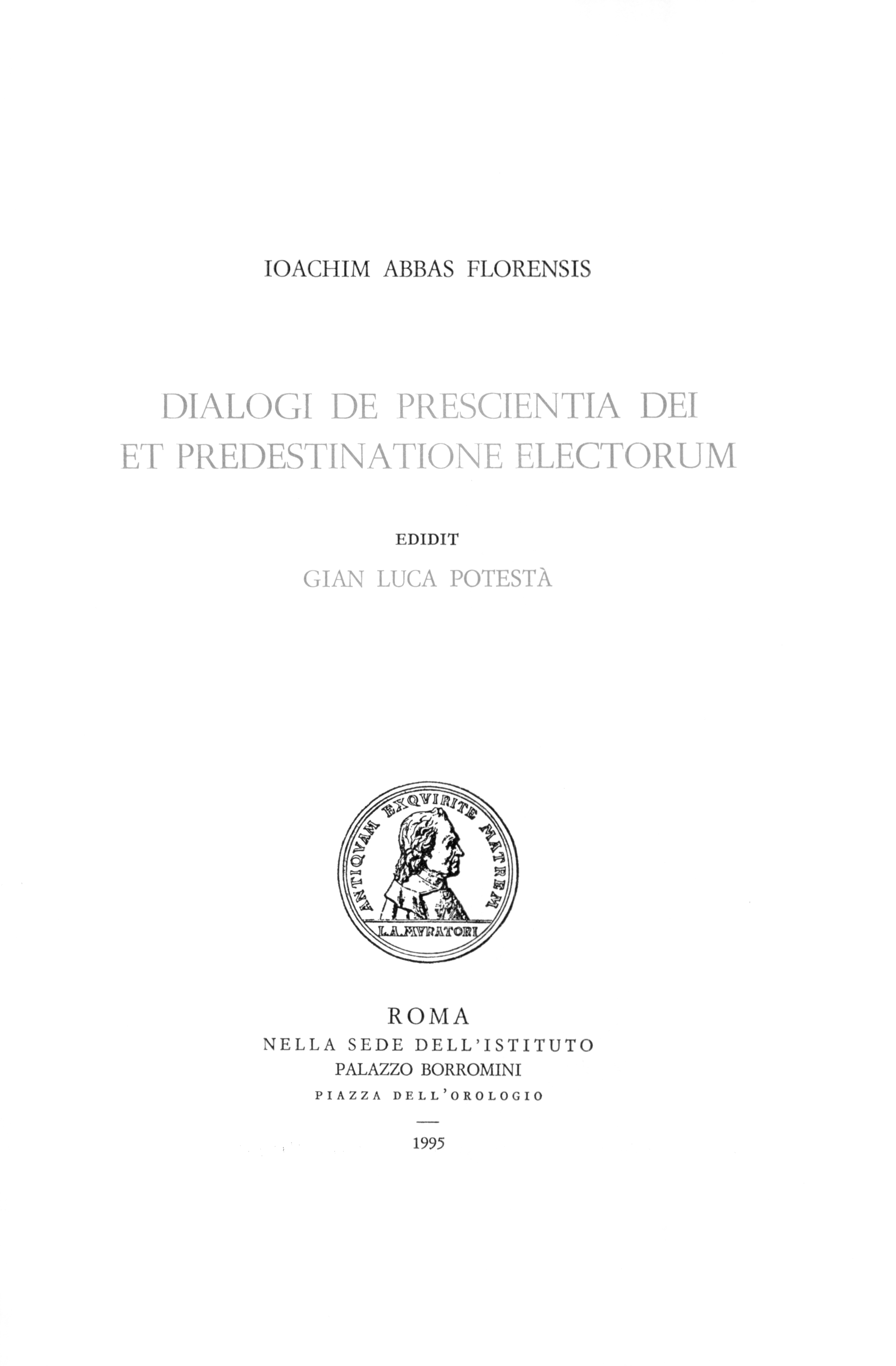
Dialogi de prescientia Dei.

D'après A. Vacant, E. Mangenot, E. Amann, Dictionnaire de théologie catholique, Paris, 1925 :
'Adversus Judæos, Frugoni (A) éd., Rome, 1957.

“Apocalipsis liber ultimus”, Archives d’Histoire Littéraire et Doctrinale du Moyen Âge, 46. Jarhrgang, 1, 1990, 102-131.'

de articulis Fidei, Buoanaiuti (Ernesto),éd. Rome, 1936.

de Prophetia ignota.

1. Cîteaux Commentarii Cistercienses, 24, 1973, 97-138.

2. Kaup (Matthias) éd., Hahnsche Buchhandlung, Hanovre,1998.
“de septem sigillis”, Reeves (Marjory) - Hirsch Reich (Beatrice) éd., Revue de Théologie Ancienne et Médiévale, XXI, 39, 239-247.
“de titulo libri Apochalipsis”, Huck (Johannes Chrysostomus) éd., Joachim von Fioris und die joachitische litteratur, Herder, Fribourg en Brisgau,1938.
“de Ultimis tribulationis”, Selge (Kurt Victor) éd. Florensia, VII/1993, 7-39.
“de vita sancti Benedicti et de officio divino”, Baraut (Cipriano) éd., Analecta Sacra Tarraconiensia, 1951, vol 24, 42-118,.
“Dialogi de Præscientia Dei et Prædestinatione Electorum,
1. Huck (Johannes Chrysostomus) éd., op. cit, 278-287. (éd. partielle) .
2 . Potestà (Gian Luca) éd., Istituto Storico Italiano per il Medio Evo, Fonti per la Storia dell’Italia Medievale, Rome, 1995,
Enchiridion super Apocalipsim, Burger éd., Pontifical institute of mediaeval studies, Studies and Text 78, Toronto, 1986,
“Epistola Domino Valdonensis”, Bignami-Odier (Jeanne) éd., Mélanges d'Archéologie et d'Histoire, (1937), 220-223. 

“Epistola Universis Christi Fidelibus”, Bignami-Odier (Jeanne) éd., Mélanges d'Archéologie et d'Histoire, (1937), 220-223. 

Expositio in Apocalypsim, Venise 1527.
Liber Concordie Novi et Veteris Testamenti.

1.Venise, 1519.

2. Liber de Concordia Noui ac Veteris Testamenti, Daniel (Randdolph E) ed., American Philosophical Society, Philadelphie, 1983. 

Liber figurarum, Tondelli, Reeves, Hirsch-reich, Rusconi, éd., Société Editrice Internationale, Turin, 1990. 

O felix regnum Patriæ, Venise, 1527. 

Psalterium decem Chordarum.
1.Venise, 1527.
2. Scriptorium Ioachim abatis Florensis : opere di Gioacchino da Fiore nel codice 322 della Biblioteca Antoniana di Padova, Bari : Dedalo, 1997.
3. “Psalterium decem chordarum” di Gioacchino da Fiore, Fonte della “concordia” con la novitas francescana, Russo (Eligio) ed et trad., Chiaravalle Centrale, Frama Sud, 1983.

“Sermons”, in. Buonaiutti, de articulis., op.cit., 81-108.

“Super cantica canticorum commentarium”, de Leo (Pietro) éd., Atti II, 453-487. 

“Super Fluminis Babilonis”, Tondelli éd, Liber Figurarum I, op. cit., 100-107.

Tractatus super Quatuor Evangelia, Buoanaiuti éd., Rome, 1930. 

Visionem admirandæ ordiar historiæ, Venise, 1527.(dans l'édition du Pslat. X. Chord.)

## Joachim auXIIIesiècle

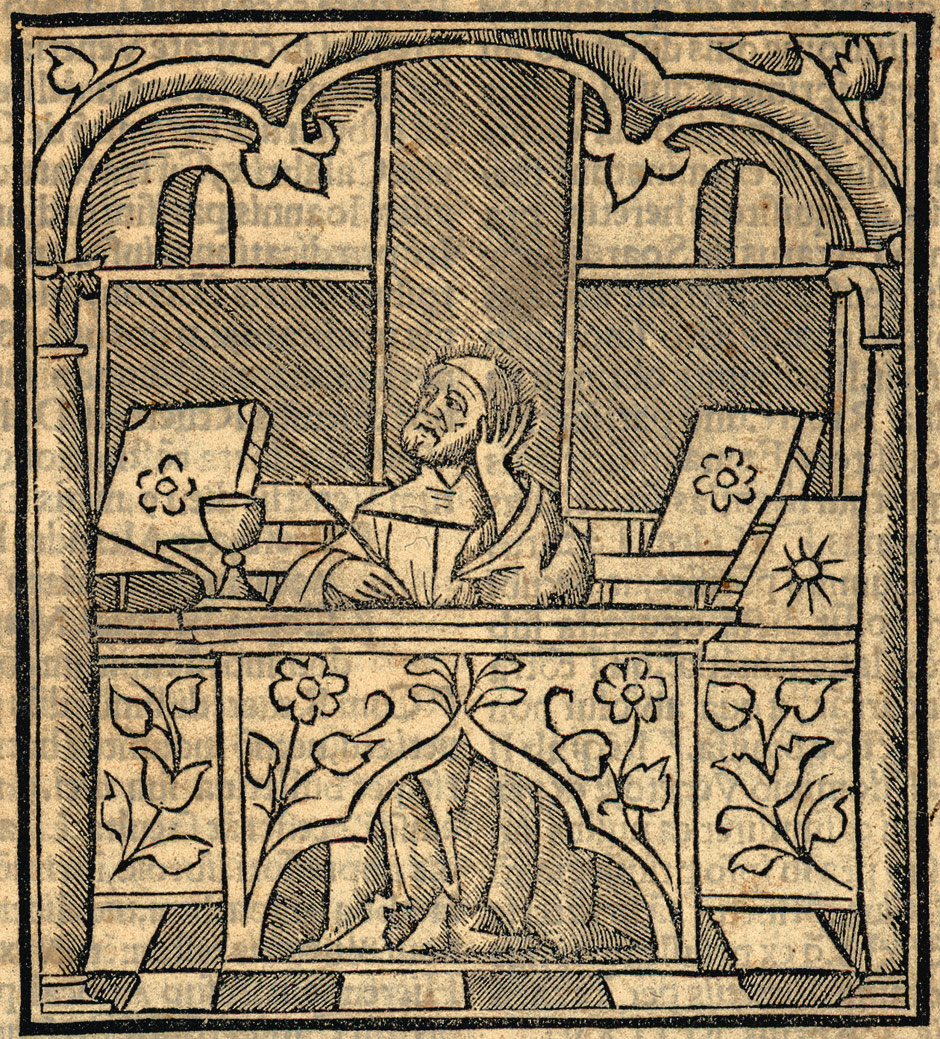
Joachim dans son étude. Gravure du XVIe siècle.

Alors que les visions eschatologiques de Joachim effrayent et secouent toute l'Italie, François d'Assise apparaît comme un disciple direct venu pour accomplir l'annonce d'une ère nouvelle. L'abbé de Flore devient en quelque sorte le « saint Jean de saint François d'Assise ». Saint Bonaventure lui-même identifie François d'Assise avec l'ange du sixième sceau. Au XIIIe siècle, les écrits de Joachim de Flore inspirent profondément les franciscains Jean de Parme, Pierre de Jean Olivi et Hugues de Digne, aussi surnommé le « nouveau Joachim ». Pour Pierre de Jean Olivi, le nouvel ordre annoncé par l'abbé de Flore n'est autre que l'ordre franciscain. Les œuvres de Joachim sont également connues de Guillaume d'Auvergne, le conseiller de Saint Louis.
En 1215, le traité de Joachim sur la Trinité est condamné par le pape Innocent III lors du quatrième concile du Latran. Tout en corrigeant la doctrine trinitaire du moine calabrais, il admet que l’institution de Flore est régulière et que son observance est salutaire. En fait, il ne prononce rien contre la personne de l'abbé Joachim ni contre son monastère, « parce que, dit ce pape, il avait ordonné par un écrit signé de sa main (la Protestatio, écrite deux ans avant sa mort) que l'on remît au Saint-Siège ses ouvrages, et que dans cet écrit il avait déclaré qu'il croyait fermement tout ce que l’Église romaine croit ».
En 1254 est introduit à Paris le Liber Introductorius ad Evangilium Aeternum (Introduction à l'Évangile éternel), écrit par le franciscain hérétique Gérard de Borgo San Donnino. D'après ce livre, l'avènement du troisième règne abroge les deux Testaments et donne l'autorité religieuse à l'Évangile éternel contenu dans les œuvres de Joachim. À la suite de la commission réunie à Anagni en juillet 1255, le Liber Introductorius est condamné le 23 octobre de la même année par le pape Alexandre IV. Le poète Jean de Meung écrira dans son Roman de la Rose :
Un livre de par le deable
C'est l'Evangile pardurable
Que li Sainz Esperiz menistre
Si come il appareist au titre
L'année 1260 ne satisfait pas les attentes des joachimites, que Salimbene de Adam rencontra en Provence. En 1263, un synode réuni à Arles sous la présidence de l’archevêque Florent condamne les partisans de Joachim, mais sa portée juridique reste plus que limitée : pour qu'une interdiction de parole ou d'actions soit prononcée, avant la création de l'Inquisition en 1223, c'est au Pape ou à un Concile Œcuménique de la faire. Ainsi, les Dominicains, à qui l'Inquisition fut confiée après les Cisterciens (tenus à demeurer en clôture), les franciscains (bien trop fraternels pour mener à bien une tâche de recherches des fautres) seront des adversaires résolus de Joachim et de ses disciples. Après avoir lu en entier les œuvres de l'abbé calabrais, Thomas d'Aquin condamne sa doctrine dans la Somme théologique (1266-1273). Un autre dominicain, Vincent de Beauvais, se réfère pourtant à Joachim dans son Speculum historiale. Dans les faits, tout est plus nuancé. Thomas d'Aquin et Bonaventure eux-mêmes sont très mal à l'aise dans leurs commentaires des Sentences de Pierre Lombard lorsque le texte en arrive à la "Summa Res" retenue par Latran IV comme doctrine sûre et les objections de Joachim de Fiore comme hérétiques. En fait, ils ne sont pas satisfaits par les affirmations du Lombard. Presque tous les maîtres parisiens partagent leur embarras.
Avec Ubertin de Casale et Ange Clareno, une nouvelle génération de franciscains, continue à témoigner de l'influence de Joachim. « Ils imaginent deux Églises, l'une charnelle, accablée de richesses, perdue de délices, souillée de crimes, sur laquelle, disent-ils, règne le pape romain ; l'autre, spirituelle et libre dans sa pauvreté. » En 1294, lorsque le moine Pierre de Mauronne est élu pape sous le nom de Célestin V, les spirituels le saluent comme le « pape angélique » de la prophétie de Joachim, et le fondateur de l’Église spirituelle. En lien avec les franciscains spirituels, le commentaire sur l'Apocalypse du médecin Arnaud de Villeneuve porte aussi l'influence de l'abbé de Flore.
À la fin du XIIIe siècle naît le mouvement des apostoliques, une secte inspirée par les écrits de l'abbé calabrais. Leur chef de file, Gherardo Segarelli, entraîne un certain enthousiasme dans la ville de Parme, ainsi que le décrit Salimbene. L'évêque de Parme, scandalisé, emprisonne en 1275 tous les apôtres qu'il parvient à trouver. Déjà condamnés par le pape Grégoire X, les apôtres sont invités en 1285 par le pape Honorius IV à déposer leur costume et à se rallier à un ordre reconnu. En 1300, après la mort sur le bûcher de Gherardo Segarelli, Fra Dolcino prend la tête du mouvement apostolique. Pour en finir avec ce mouvement dirigé principalement contre le clergé, Clément V ordonne la croisade à leur encontre en 1305. Après deux ans de lutte acharnée, les apostoliques sont anéantis. Fra Dolcino est fait prisonnier et exécuté.
Dante Alighieri place l’abbé Joachim dans son Paradis, à côté de Raban Maur et de saint Bonaventure.

## Une des sources possibles de Dante
L'hymne Visionem admirandae ordiar est connu pour avoir été joint au Pslatrium X Chordarum dans son édition Vénitienne de 1517. Il est aussi présent dans la seconde version du Psalterium, rédigée dans le Ms 222 de Padoue, à la fin du XIIe siècle. J. Devriendt en comparant les deux versions en a extrait une édition critique et traduite. Cet hymne appartient à une série de récits populaires au Xe-XIIIe qui racontent un voyage dans l'au-delà afin de convertir profondément les auditeurs en stimulant par les peines infernales et purgatives et par les joies paradisiaques. S'il a connu une version musicale celle-ci est perdue. Dante en plaçant Joachim de Flore en son paradis, et reprenant sa figuration des cercles trinitaires a très certainement connu cet hymne :
| La Vision Admirable                                            |                                                                                    |
| 1.Visionem admirandae ordiar historiae                         | Puissé-je composer la vision d’une histoire admirable                              |
| 2. Et succincte scribam textum felicis memoriae.               | Et j’écrirai le texte d’un heureux souvenir.                                       |
| 3. Quidam vir religiosus fama non incognitus                   | Un certain homme religieux, non pas un inconnu,                                    |
| 4. Scripsit rem quam vidit quidam in exstasi positus.          | A écrit ce que quelqu’un a vu quand il était en extase.                            |
| 5. Ductus animi excessu ambulat per invia.                     | Conduit par un ravissement de l'esprit, il marchait par des chemins impénétrables, |
| 6. Nulli die sibi patent campi, nulla loca pervia.             | Aucun champ libre ne se présentait à lui, aucun lieu accessible.                   |
| 7. Primo die moto gressu in latrones incidit                   | Au premier jour de marche, il tomba sur des bandits,                               |
| 8. Et ligatus strictis, loris pene vita deficit.               | Et ligoté, serré par des lanières, il perdit presque la vie.                       |
| 9. His totum solutum lux secunda semivivum suscipit            | Délivré d’eux, une lumière le reçut le second jour, à demi-vivant,                 |
| 10. Non curandum, sed mactandum scorpionum ictibus.            | Non pour le soigner, mais pour le mettre à mal par des piqûres de scorpions.       |
| 11. Tertia (die) : venit his liberatus traditur exilio,        | Le troisième jour, il en fut libéré et fut traîné en exil.                         |
| 12. Iter agit destitutus hominum consilio                      | Son chemin l’abandonna au conseil des hommes :                                     |
| 13. Nil minus quart(o) die patitur discriminis,                | Pas moins de quatre jours, il endura des souffrances.                              |
| 14. Fame, siti et fervore maceratur heremi                     | Il fut consumé au désert par la faim, par la soif.                                 |
| 15. Quinto asperis ferarum laniatur unguibus                   | Le cinquième jour, on lui déchira les ongles par des pointes de fer,               |
| 16. Et frequenter laceratur bestiarum morsibus                 | Et il fut souvent lacéré par les morsures des bêtes.                               |
| 17. Sed hoc totum perpessum se arbitratu (veniæ)               | Mais il supporta tout cela patiemment, avec bienveillance,                         |
| 18. Dum in sexto intrat loca ultimae miseriae                  | Tandis qu’au sixième jour, il entra dans le lieu de l’ultime malheur.              |
| 19. Inde linces hinc hyenae et gryforum feritas                | Là des lynx, ici des hyènes et la cruauté des griffons                             |
| 20. Procedendi ultra sibi interdicunt semitas.                 | S’avançant au-delà de lui, interdisaient le sentier.                               |
| 21. Hinc leones, hinc dracones minantur introitum              | Ici des lions, ici des dragons, menaçaient l’entrée.                               |
| 22. Aspides et basilisci tristem formant sibillum.             | Des aspics et des basilics faisaient un triste sifflement.                         |
| 23. Horum dentibus attritus cogitur deponere                   | Usé par leurs dents, accablé de peines,                                            |
| 24. [Erumpnosum : arctus carnis honus quo gravatur pondere.    | Il fut poussé à déposer la charge de la chair qu’il sentait s’appesantir.          |
| 25. In hac ipsa tamen hora quando solvitur corpore             | Cependant, à cette même heure, lorsque le corps se détruit,                        |
| 26. Videt flumen spumans igne et corrupto sulphure.            | Il voit un fleuve de feu effervescent, et corrompu par le souffre.                 |
| 27. Ibi pons est constitutus artus Huck : amfractus in examine | Là, pour une épreuve, est placé un pont étroit                                     |
| 28. Per quem transeunt invitae miserorum animae.               | Par lequel passent à contrecœur les âmes des misérables.                           |
| 29. Qui non norunt artam viam a pontis acumine                 | Ceux qui ne connurent pas la voie étroite, au sommet du pont,                      |
| 30. Corruentes in profundum absorbentur flumine.               | S’effondrant dans les profondeurs, sont absorbés par le fleuve.                    |
| 31. Sed felices qui se ipsos luxu privant saecul(i),           | Mais les bienheureux qui se privèrent eux-mêmes du luxe du monde,                  |
| 32. Et cohercent studiose a carnis illecebris                  | Et réprimèrent avec ardeur les charmes de la chair,                                |
| 33. Qui se ipsos crucifigunt cum naturae vitiis                | Qui se crucifièrent eux-mêmes avec les vices de la nature,                         |
| 34. Et induti vitae poenis exuunt spurciciis.                  | Et revêtus d’une vie de peine, sont sortis de l’ordure,                            |
| 35. Hi securi et veloces ac si leves aquilae                   | Eux, paisibles et rapides, comme des aigles légers,                                |
| 36. Transeunt per artum pontem inducatum patriae.              | Passent par le pont étroit et sont conduits vers la patrie.                        |
| 37. Erat autem murus ingens iuxta flumen positus               | Or il y avait un mur énorme placé à côté du fleuve,                                |
| 38. Et in summitate muri campus amoenissimus.                  | Et au sommet du mur, un lieu des plus accueillants.                                |
| 39. Ipse murus velut aeris portendebat speciem                 | Ce mur présentait un aspect comme du brouillard,                                   |
| 40. Sine manu constitutus a summo artifice,                    | Non pas fait de main d’homme, [mais] par le grand architecte                       |
| 41. Sed et via per anfractus inerat disposita,                 | Et il y avait un chemin y conduisant par des lacets,                               |
| 42. Per quam poterat ascendi ad camporum menia.                | Par lequel on pouvait monter aux fortifications de la place.                       |
| 43. Ergo cum illuc transiret vir praefatus spiritu             | Donc, quand l’homme favorisé en esprit y passa                                     |
| 44. Vidit beatorum turbas dispartitas gradibus.                | Il vit les foules des bienheureux divisées en degrés.                              |
| 45. Prima hora ultra flumen supra muri verticem                | À la première heure, au-delà du fleuve, au-dessus du sommet du mur,                |
| 46. Trahebantur in immensum, spatiorum limitem.                | Ils se rassemblaient dans les limites immenses de la place.                        |
| 47. Ibi loca spatiosa illustrata lumine                        | Là est un lieu spacieux, éclatant de lumière,                                      |
| 48. Et in ipsis gens beata fruens pacis requie,                | Et en lui des gens heureux jouissant du fruit du repos de la paix.                 |
| 49. Ibi silvae quam condempsae diversarum arborum              | Là est une forêt, tellement garnie d’arbres divers.                                |
| 50. Poma ferunt universae saporum suavium.                     | Des arbres fruitiers portent tous les goûts agréables                              |
| 51. Altae valde ut excedant caeterarum species                 | Si hauts qu’ils dépassent les autres espèces,                                      |
| 52. Umbra quarum fit iocunda colorum temperies                 | Dont l’ombre fait une jolie combinaison de couleurs.                               |
| 53. Abest anguis, abest rana, abest mala bestia,               | Il n’y a pas de serpent, pas de grenouille, pas de mauvaise bête.                  |
| 54. Totum pulchrum, totum tutum, totum plena gratia            | Tout est beau, tout est protégé, tout est plein de grâce.                          |
| 55. Ambulans per multos dies prope amnem turbidum              | Ayant marché pendant de longs jours le long de fleuves troublés,                   |
| 56. Videt hinc reorum poenam, hinc iustorum praemium           | Il voit ici la peine des rois, là la récompense des justes.                        |
| 57. His prospecti in his locis et ad primum rediens            | Le regard tourné vers ceux-ci, en ce lieu, et allant au premier degré,             |
| 58. Quaerit ultra pertransire ut interna nosceret.             | Il cherche à traverser, afin de connaître l’intérieur.                             |
| 59. Sed cum multa perlustrasset ad radicem ducitur             | Mais, alors qu’il regardait avec soin, il est conduit au pied                      |
| 60. Montis alti cuius rupis murus est argenteus,               | D’une haute montagne dont le flanc de la paroi est en argent.                      |
| 61. Vidit scalam elevatam supra montis verticem                | Il vit une échelle élevée à la verticale au-dessus de la montagne,                 |
| 62. Per quam scandit et iustorum contemplatur speciem.         | Par laquelle il monta et contempla la gloire des justes.                           |
| 63. Ibi quoque spatiosam prospicit planiciem                   | Là aussi il eut sous les yeux un large espace                                      |
| 64. speciosae visionis exhibens blandiciem                     | Manifestant les attraits d’une belle vision.                                       |
| 65. Inter species herbarum, prata viridantia                   | Entre des espèces d’herbes, des près verdoyants :                                  |
| 66. Liliorum et rosarum redolet fragrancia.                    | les parfums des lys et des roses s’exhalent.                                       |
| 67. Ibi multi dividuntur rivulorum impetus                     | Ici se divisent les cours de nombreux ruisseaux,                                   |
| 68. Qui de fonte vitae fluunt in mille meatibus                | Qui coulent de la fontaine de vie par mille passages,                              |
| 69. Sed et loca infra scripta irrigantes influunt              | Et s’écoulent en irriguant le lieu dont il est parlé plus bas,                     |
| 70. Et fecundant universa infra muri ambitum.                  | Et fécondent le pourtour de ce qui est sous le mur.                                |
| 71. Verum sursum iuxta rivos arbores pulcherrimae              | En vérité, au-dessus, à côté des rives, il y a des arbres avec de très beaux       |
| 72. Fronde, flore decoratae et pomis uberrimae                 | Feuillages, ornés de fleurs et de nombreux fruits                                  |
| 73. Quaerit tamen aquae fontem per pratorum intima             | Cependant, il cherche la source de l’eau au fond des prés,                         |
| 74. Et ad altioris montis ducitur initia.                      | Et il est conduit au commencement de la plus haute montagne.                       |
| 75. Tunc ascendit dato sibi vestis amminuculo                  | Alors, il monte tandis qu’il lui est donné un petit manteau pour se vêtir,         |
| 76. Et se cernit constitutum in regis palacio                  | Et il constate qu’il est situé dans le palais du Roi,                              |
| 77. Cuius muri erant structi ex viride iaspide                 | Dont les murs étaient dressés en jaspe vert,                                       |
| 78. Et ornati universi praecioso lapide.                       | Et ornés de toutes les pierres précieuses,                                         |
| 79. Cuius tectum aurum purum supra vitrum lucidum              | Dont le toit était d’or pur, au dessus de verrières éclatantes,                    |
| 80. Et in ipso splendens thronus unde flumen oritur,           | Et à l’intérieur duquel est un trône brillant sous lequel jaillit un fleuve.       |
| 81. Ipsa sedes praeciosis rutilat lapidibus                    | Ce trône resplendit de pierres précieuses,                                         |
| 82. Et coruscat admirandis gemmarum ordinibus.                 | Et étincelle d’admirables rangées de gemmes.                                       |
| 83. In sublime constituta solis vincit radios                  | Il surpasse par en haut les rayons du soleil,                                      |
| 84. Et illustrat infra sitos electorum cuneos                  | Et illumine, en dessous, les gradins des élus.                                     |
| 85. In circuitu sedis huius, plurima sedilia                   | Tout autour de ce trône, une grande quantité de bancs,                             |
| 86. Et in ipsis seniores decernunt iudicia.                    | Sur lesquels des vieillards rendent la justice.                                    |
| 87. Ibi pulchra super luna residet ecclesia                    | Là réside l’Église, plus belle que la lune,                                        |
| 88. Quasi sponsa viro suo circumdata gloria,                   | Comme une épouse entourée de gloire pour son époux.                                |
| 89. Ante sedem assistebant puerorum milia                      | Des milliers d’enfants se tenaient debout devant le trône.                         |
| 90. Quorum vestes margaritae et coronae liliae                 | Ils étaient vêtus de perles et couronnés de lys,                                   |
| 91. Citharizant et decantant canticorum cantica                | Jouant sur la cithare, répétant en chantant le Cantique des Cantiques,             |
| 92. Et letificabant trina electorum agmina.                    | Et enchantaient les trois armées d’élus.                                           |
| 93. De sedente super sedem non est loqui facile,               | Il n’est pas facile de parler de celui qui siège sur le trône :                    |
| 94. Superat non modo visum sed et mentis aciem                 | Il outrepasse non seulement la vue, mais aussi la pointe de l’esprit.              |
| 95. Sed cum trinae mansionis intellectum quaereret             | Mais quand quelqu’un cherche le sens de la triple demeure,                         |
| 96. Edocetur quid per ipsam expedit perpendere.                | Il lui est montré ce qu’il se prépare à apprécier grâce à elle-même.               |
| 97. Primo gradu continentur electorum populi                   | Au premier degré se tiennent les peuples des élus                                  |
| 98. Profitentes fidem trini et unius domini                    | Proclamant la foi au Seigneur trine et un.                                         |
| 99. Qui in humiliori vita placant deum munere                  | Eux qui dans la vie la plus humble ont plu à Dieu par leur tâche                   |
| 100. Laudis et oblationis et fideli opere.                     | De louange et de sacrifice et par l’œuvre de la foi.                               |
| 101. Horum vita coniugalis portat aeris praemium               | Leur vie conjugale porte la récompense du bronze,                                  |
| 102. Per quod suum servi domus implent ministerium             | Par elle, les serviteurs de la maison accomplissent son service                    |
| 103. Estat viridis coloris per quam fidem noscitur             | Il s’y voit une couleur verte par laquelle il est connu que la foi                 |
| 104. Designare in quam vivit quisquis deo iungitur             | en laquelle vit quiconque est joint à Dieu est désignée                            |
| 105. In secundo manent illi qui per sacra. studia              | Dans le second degré demeurent ceux qui, par l’étude sacrée                        |
| 106. Modo verbo, nunc exemplo edificant agmina.                | Non seulement en paroles, mais aussi par l’exemple, ont édifié la nation.          |
| 107. Horum vita per argentum designari creditur                | On croit que leur vie est désignée par l’argent,                                   |
| 108. Cuius nitor dat splendorem salvandorum cetibus.           | Dont l’éclat donne la splendeur à l’ensemble de ceux qui seront sauvés.            |
| 109. In supremo manent illi qui contempta gloria               | Tout en haut demeurent ceux qui, par le mépris de la gloire                        |
| 110. Mundi, solum quaerunt regem cernere in patria             | Du monde, cherchèrent seulement à reconnaître le Roi dans la patrie.               |
| 111. Quorum vita auri puri estimatur similis                   | On considère que leur vie est semblable à l’or pur,                                |
| 112. Et virtutum ornamenta praeciosis lapidis                  | Et les parures de leurs vertus aux pierres précieuses.                             |
| 113. Tria sunt ergo veneranda electorum genera                 | Il y a donc à vénérer trois genres d’élus,                                         |
| 114. In vicis et suburbanis et in urbe consita                 | Placés dans les quartiers, les faubourgs et la ville.                              |
| 115. Trina voce simul cantant inaudita cantica                 | Ils chantent ensemble à trois voix des chants inouïs,                              |
| 116. Et collaudant regem celi qui fecit haec omnia             | Et comblent de louanges le Roi des cieux qui fit toutes choses.                    |
| 117. Trino deo trina turba electorum carmina                   | Au Dieu Trine, trois foules d’élus modulent un chant                               |
| 118. Modulatur et exultat per eterna secula. Amen              | Et exultent pour les siècles des siècles. Amen                                     |

## DuXIVesiècleà aujourd’hui

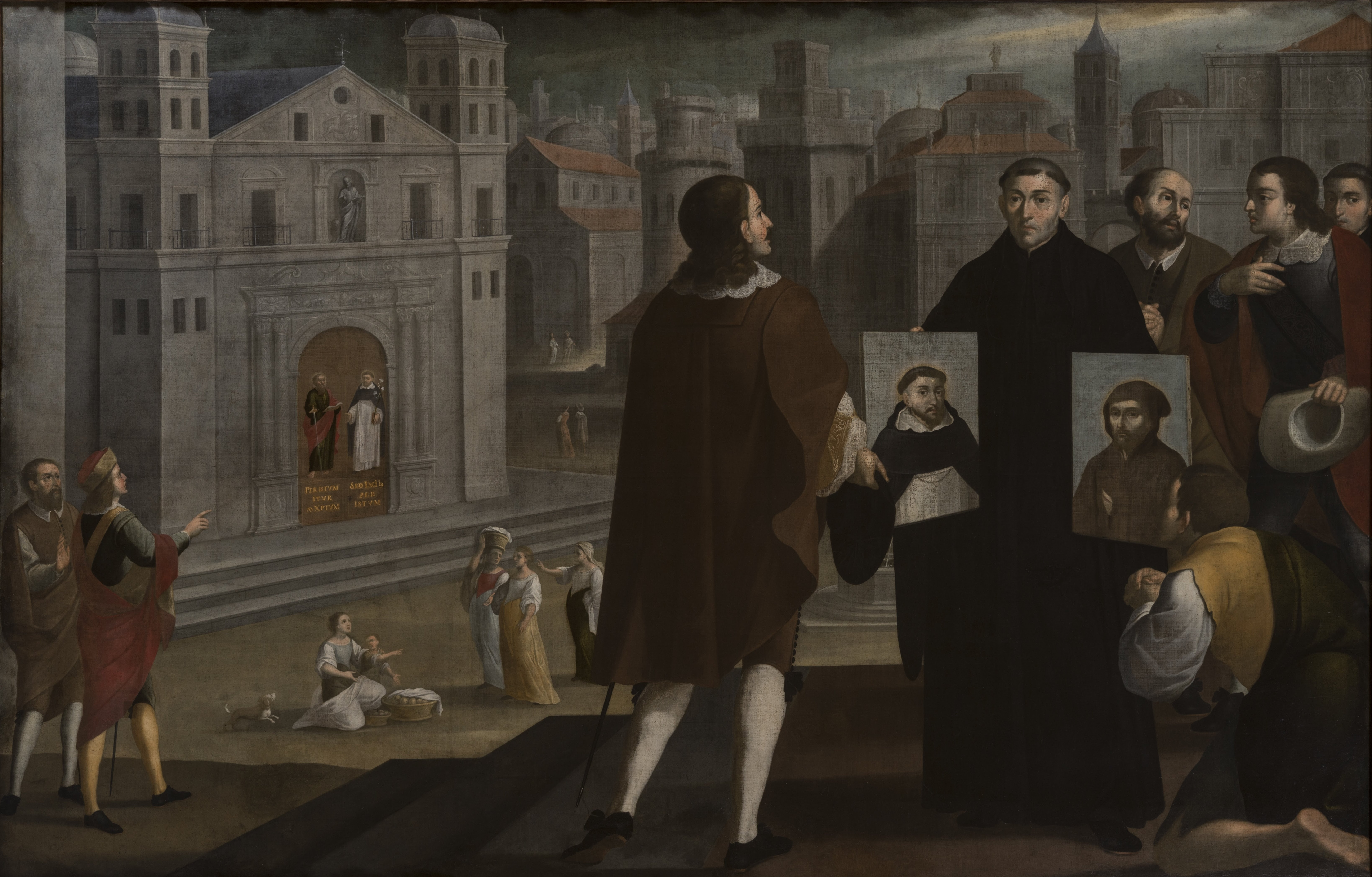
Joachim montrant les portraits de saint Dominique et saint François d’Assise. Peinture du XVIIe siècle.

Dès 1223, bien que condamné pour sa théologie, Joachim fut élevé au rang de bienheureux, dans l'Ordre cistercien, fêté le 2 mars, en raison de l'excellence de sa vie monastique. Au début du XIVe siècle, une demande de canonisation de l'abbé de Flore fut adressées hors cadre juridique par des joachimistes en procès par le pape Jean XXII. De 1307 à 1335, les procès des joachimites se sont succédé à l'initiative de Jacques Fournier, dirigeant l'Inquisition, et futur successeur de Jean XXII sous le nom de Benoit XII. En Avignon, les armoires bibliothèques pontificales contiennant des volumes nécessaires aux procès d'Arnaud de Villeneuse, Pierre Olivi et Michel de Césène, ont été inventoriées par Maurice Faucon en 1886, lorsque le Pape Léon XIII a réintégré les actes pontificaux avignonnais à la bibliothèque vaticane. Les textes proprement joachimiens, déjà réunis en 1215, furent augmentés des arguments joachimistes.
Sous l'influence d'une prophétie tardive attribuée à l'abbé de Flore, Christophe Colomb annonce que le nouveau David sera originaire d'Espagne. « Jérusalem et le mont Sion doivent être réédifiés par la main d'un Chrétien. Dieu dit que ce sera par la bouche du prophète, dans le quatorzième psaume. L'abbé Joachim dit que celui-là doit venir d'Espagne ».
Dans les discussions philosophiques durant le XXe siècle concernant les racines de la « crise de la modernité », le nom de Joachim de Flore et ses idées réapparaissent, notamment dans les œuvres de Eric Voegelin et de Karl Löwith. Dans Histoire et Salut (1949), ce dernier estime que « l'historisme théologique » de l'abbé calabrais est la source de toutes les tentatives récentes pour « accomplir l'histoire ». Cette interprétation politique trouve son origine au XIVe siècle, notamment chez le romain Cola di Rienzo. Pour Mircea Eliade, l'œuvre de Joachim se présente comme une « géniale eschatologie de l'histoire, la plus importante qu'ait connue le christianisme après saint Augustin ». Dans Le principe espérance (1954), Ernst Bloch consacre un chapitre à l'abbé de Flore.

## Les dérives du XXe siècle
Un autre penseur du XXe siècle, Ernst Jünger, voit dans Joachim un précurseur des systèmes de la philosophie de l'histoire, jusqu'à celui d'Oswald Spengler. Si d'après la doctrine joachimienne des trois états, dans le premier état les choses arrivent carnaliter, dans le second literaliter, et dans le troisième spiritualiter, Jünger pense que le terme literaliter pourrait être, dans notre contexte, remplacé par celui d’historique. 

« Immédiatement au seuil de la culture occidentale, apparaît le grand Joachim de Flore, mort en 1202, premier penseur de la trempe de Hegel, qui ruine l'image cosmique dualiste d'Augustin et, avec le sentiment intégral du Gothique pur, oppose comme un troisième élément le christianisme nouveau de son temps à la religion de l'antiquité et à celle du Nouveau Testament : règnes du Père, du Fils et du Saint-Esprit. Il a ébranlé jusqu'au fond de l'âme les meilleurs Franciscains et Dominicains, Dante et Thomas, et éveillé un regard cosmique qui s'empare peu à peu de toute la pensée historique de notre culture. »

— Oswald Spengler, Introduction au Déclin de l'Occident, ch. 7, Munich, 1923.
Oswald Spengler héritier de Nietzche, adhère dans un premier temps aux idées du NSDAP, avant de lui préférer le fascisme mussolinien. Joachim de Flore se retrouvait alors bien placés dans la refonte de l'histoire voulue par les deux dictateurs, allemand et italien. Pour que le mythe du XXe siècle soit crédible, il fallait inscrire les millénarisme dans les racines du "Reich de mille ans". L'abbé calabrais n'était pas assez allemand pour A. Rosenberg. Mais il a été intégré, à coup de massue pour pulvériser les incompatibilités à ces rêves politiques puisant dans l'eschatologie médiévale. 

« Il était inévitable qu’à une lecture strictement ecclésiologique du « troisième âge », succèdent une lecture sociale, puis une lecture politique. Cela se réalisa au fur et à mesure que les théories du grand abbé calabrais quittaient les milieux monastiques où elles étaient nées, pour se répandre dans des milieux laïcs et des contextes politiques . À un joachimisme « spirituel » s’ajoutait un important joachimisme « politique », davantage imbu de composantes proprement chiliastes. »

Cependant, tout comme pour Maître Eckhart, la recherche universitaire avait déjà publié assez de titre pour éviter cette ironie de l'histoire.

## Joachim de Flore et le judaïsme.
C'est de son vivant que Joachim se vit présenté comme issu du judaïsme par Geoffroy d'Auxerre, ancien secrétaire de Bernard de Clairvaux, abbé de Fossanova, elle-même mère de l'abbaye de Corazzo où Joachim s'essayait à la vie cistercienne, avant qu'il n'en soit déclaré fugitif, étant allé fonder sa propre congrégation monastique sur un plateau montagneux voisin qu'il nomma San Giovanni in Fiore" : les fleurs étant celles de l'Esprit. À ce moment, Joachim est devenu l'abbé Joachim de Fiore. Comme beaucoup d'auteurs des XIe et XIIe siècles, Joachim a écrit un "Contra Judaeos". 
Il reste dans la ligne générale de ces ouvrages partageant le même titre et qui déplorent la cécité (volontaire ?) des juifs, leur entêtement car la conversion des juifs sera l'un des moments les plus évidents qu'arrive le monde de la fin des mondes et le retour du Christ. Il n'est pas question d'insulter la religion du Christ, mais il urgent que le judaïsme, par sa disparition, libère la floraison du troisième état du monde.
Dans sa colère contre l'homme et son oeuvre, Geoffroy d'Auxerre écrit : 

« Pour le reste, je n’entends pas, frères, dissimuler d’où je souffre le plus, notamment en vous voyant dissimuler ce qui ne convient en aucune manière. Voici, en effet, qu’une quatrième fois, Caton a quitté les cieux. Il prophétise d’une nouvelle manière, sans ressemblance avec d’autres révélations prophétiques ou certaines, (mais) par une science abondante ou une intelligence des Écritures, qu’il s’est octroyé lui-même, au sujet de la venue du Règne de Dieu, jusqu’à la première Résurrection. Il s’adresse à ceux qui ont les oreilles qui démangent, non seulement en murmurant mais en diffusant des nouveautés blasphématoires. (…) Cette personne est sortie d’entre les juifs; dans ce judaïsme, que l’on ne voit pas encore suffisamment vomi, elle a été élevée pendant plusieurs années. D’une façon peu ordinaire, il lui a été conféré un nom barbare, on l’appelle en effet Joachim. Tout comme elle était bien connue par eux, finalement, elle a fait notre connaissance. Afin de ne jamais oublier ce que nous entendons, elle a conservé dans le baptême le nom qu’elle avait auparavant dans le judaïsme. Notre habit lui a concilié les âmes de beaucoup, puisqu’il a voulu être moine et se montrer abbé de l’ordre cistercien. »

## Dans la fiction
- Joachim de Flore est mentionné dans Le Moine qui vainquit l’Apocalypse, film réalisé par Jordan River et sorti en 2024.